# Hocheck (Oberaudorf)
Hocheck ist ein Gemeindeteil der Gemeinde Oberaudorf im oberbayerischen Landkreis Rosenheim.
In der Einöde nahe der Bergstation der Hocheck Bergbahn liegt der Berggasthof Hocheck. Die Zufahrt erfolgt durch eine Stichstraße von der Talstation der Bergbahn kommend.

## Skigebiet und Hocheck-Bergbahn
Das gesamte Skigebiet kann durch eine Beschneiungsanlage komplett beschneit werden. Die Skipiste ist mit einer Flutlichtanlage ausgestattet, es gibt eine nachts beleuchtete Winterrodelbahn sowie einen Railpark und ein Kinderland.
Die Hocheck-Bergbahn ist eine 1.450 Meter lange 4er-Sesselbahn auf das Hocheck. Sie überwindet in ihrem Verlauf eine Höhendifferenz von 310 Metern. Die Hocheck-Bergbahn ist auf 16 Stützen verlegt und wurde im Jahr 2002 innerhalb von fünf Monaten erbaut und löste den 1er Sessellift ab.

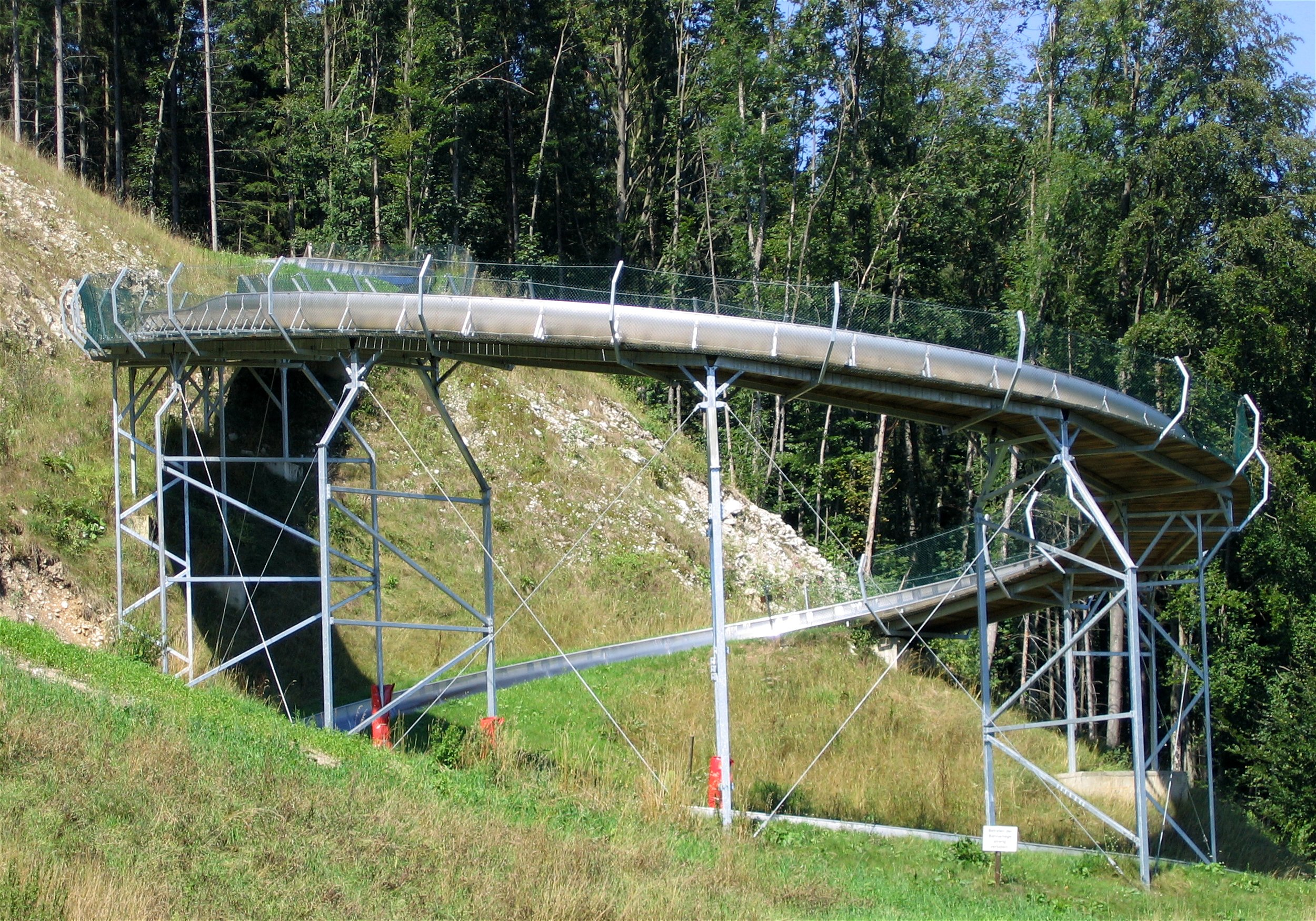
360°-Schleife der Sommerrodelbahn

Von der Mittelstation abwärts führt eine Sommerrodelbahn. Sie ist die einzige Sommerrodelbahn weltweit mit einer 360°-Schleife. Im Jahr 2006 wurde die Bergbahn Hocheck von der Lenggrieser Seilbahnfirma in eine kuppelbare Anlage (KSB) umgebaut. In der Tal- und Bergstation fahren die Betriebsmittel mit sehr geringer Geschwindigkeit, während unter der Strecke mit einer sehr hohen Geschwindigkeit gefahren werden kann. Die Beförderungskapazität stieg erheblich an.